# Василь Божиков
Василь Божиков (болг. Васил Божиков, нар. 2 червня 1988, Гоце Делчев) — болгарський футболіст, захисник клубу «Слован».
Найбільш відомий виступами за «Слован» (Братислава), де був капітаном і став чотириразовим чемпіоном Словаччини та триразовим володарем Кубка Словаччини. Також грав за національну збірну Болгарії.

## Клубна кар'єра
У дорослому футболі дебютував 2006 року виступами за клуб «Гігант», в якому провів два сезони.
Своєю грою за цю команду привернув увагу представників тренерського штабу клубу «Миньор», до складу якого приєднався у лютому 2009 року. Відіграв за команду з Перника наступні два сезони своєї ігрової кар'єри. Більшість часу, проведеного у складі «Миньора», був основним гравцем захисту команди.

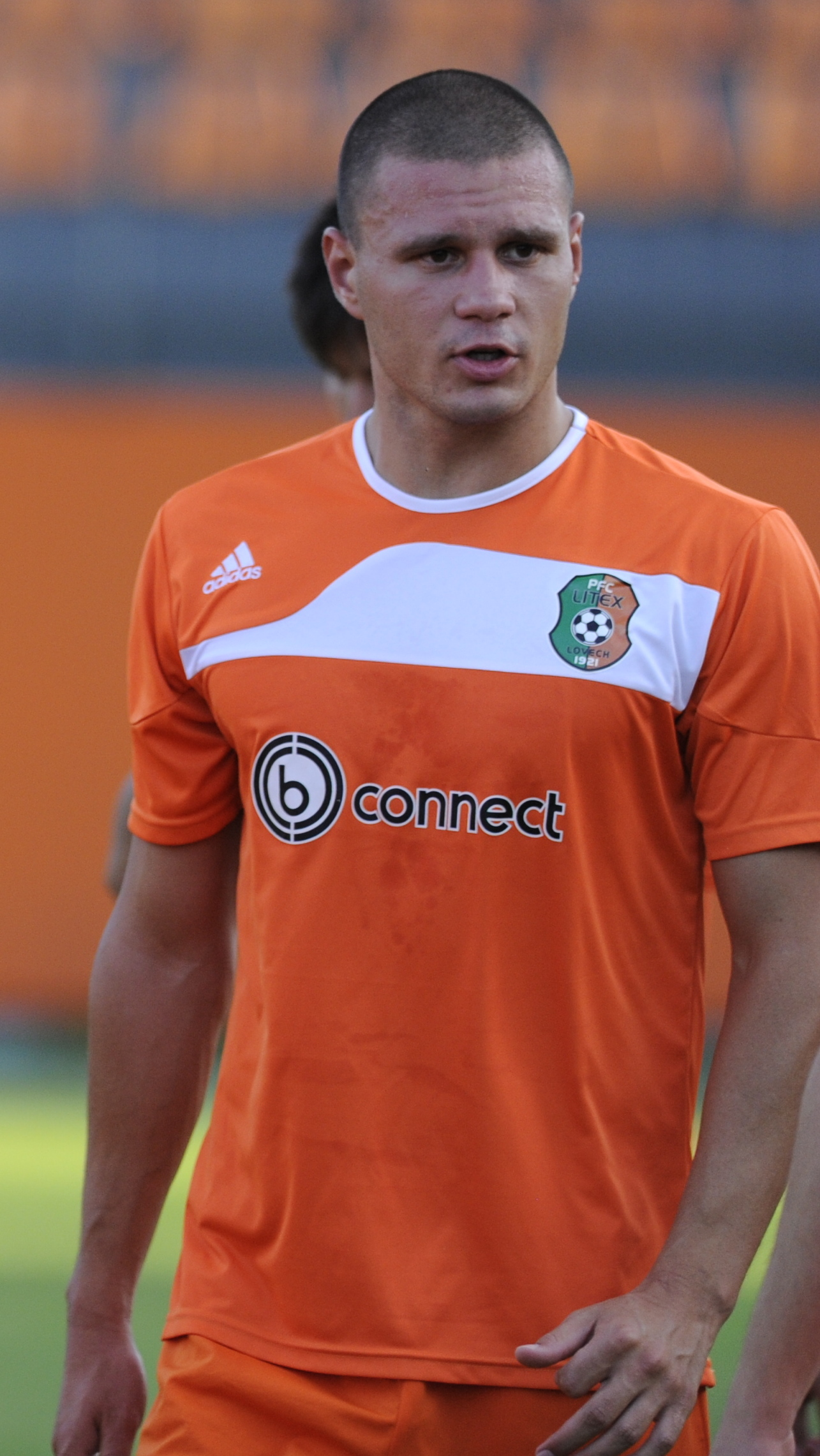
Василь Божиков під час виступів за «Літекс». 2012 рік.

1 грудня 2011 року уклав контракт з клубом «Літекс», до складу якого приєднався 1 січня 2012. У складі клубу провів наступні три роки своєї кар'єри гравця. Граючи у складі «Літекса» також здебільшого виходив на поле в основному складі команди.
З 2015 року два сезони захищав кольори команди клубу «Касимпаша».
До складу клубу «Слован» з Братислави приєднався 30 липня 2017 року, підписавши контракт на 3 роки. 22 квітня 2018 року в грі проти «Тренчина» (3:1) він вперше одягнув капітанську пов'язку, а з сезону 2018/19 став незмінним капітаном. Загалом Василь Божиков провів у братиславській команді 156 матчів у всіх турнірах, у яких забив п'ять голів. Двоє були особливо цінними — він забив у фіналі Кубка Словаччини 2017/18 з «Ружомбероком» (3:1) і гарним ударом головою зрівняв рахунок у матчі третього туру кваліфікації Ліги Європи 2018/19 з віденським «Рапідом» (2:1). Також Божиков тричі включався до символічної збірної Чемпіонату (2018/19, 2019/20, 2020/21), здобув чотири чемпіонських титули (2019, 2020, 2021, 2022) і три кубки Словаччини (2018, 2020, 2021), двічі грав з «білими» на груповому етапі Ліги Європи та одного разу у групі Ліги конференцій. Один із найуспішніших капітанів братиславського «Словану» в новітній історії покинув клуб влітку 2022 року у статусі вільного агента після завершення контракту.

## Виступи за збірні
2012 року залучався до складу молодіжної збірної Болгарії. На молодіжному рівні зіграв у 6 офіційних матчах.
2016 року дебютував в офіційних матчах у складі національної збірної Болгарії. Перший гол за збірну забив у матчі кваліфікації на Євро-2020 проти збірної Косова.

## Титули і досягнення
- Чемпіон Словаччини (4):

«Слован»: 2018/19, 2019/20, 2020/21, 2021/22
- Володар Кубка Словаччини (3):

«Слован»: 2017/18, 2019/20, 2020/21